# 宮本駿一
shunn（1986年4月1日—）是日本歌手、聲優。
舊名：宮本駿一。

## 簡歷
shunn在四歲時學習唱歌，到入讀高中時才開始學習聲學。2005年5月7日，他藉著電視動畫《D･N･ANGEL》的開場主題曲《白夜～True Light～》舉行的試音勝出而進入娛樂圈，並發行單曲細碟，開始了他為動畫演唱的生涯。之後，他又再為TBS的《機動戰士GUNDAM SEED》的夏尼·安德拉斯配音，是他首次擔任配音工作。
他希望有一天可以為迪士尼的電影唱主題曲。